# Nazivajevszki járás

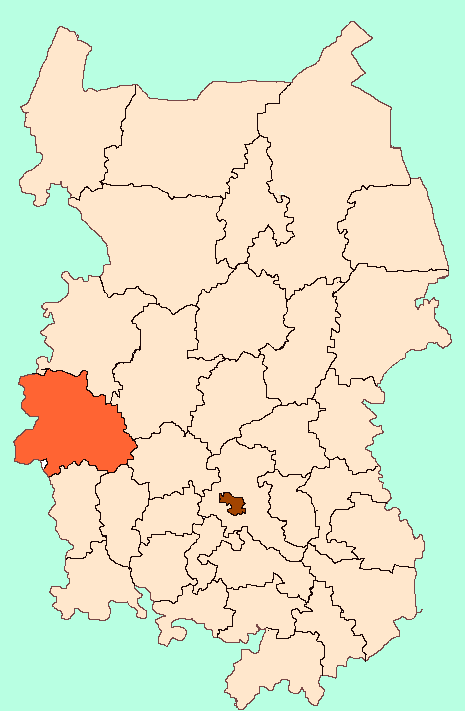
A Nazivajevszki járás az Omszki területen

A Nazivajevszki járás (oroszul Называевский район) Oroszország egyik járása az Omszki területen. Székhelye Nazivajevszk.

## Népesség
- 1989-ben 21 626 lakosa volt.
- 2002-ben 17 654 lakosa volt.
- 2010-ben 12 372 lakosa volt, melynek 83,47%-a orosz, 10,88%-a kazah, 2,5%-a német, 0,61%-a ukrán, 0,38%-a tatár.